# マリリン・チェンバース
マリリン・チェンバース Marilyn Chambers（本名マリリン・アン・ブリッグス Marilyn Ann Briggs アメリカ合衆国・プロビデンス (ロードアイランド州) の生まれ、1952年4月22日 - 2009年4月12日）は、おそらくは1972年のハードコアデビュー作、『グリーンドア』（Behind the Green Door）で最も知られている、アメリカ合衆国の元ポルノ女優・ストリッパー。

## 生い立ち
ジョン・ヒューブナーの著書『Bottom Feeders』（1994）によると、チェンバースは中流家庭の生まれ。彼女の父親は広告業に従事し、母親は看護士だった。彼女は3人兄弟の末っ子で、常に両親の注意を引こうとしていた。彼女の父は厳しい生存競争を引き合いに出し、彼女にモデル業を続けることを思いとどまらせようとした。チェンバースはいくつかのモデルの仕事を受け、バーブラ・ストライサンド主演の映画『フクロウと子猫ちゃん』（1970）で「イヴリン・ラング Evelyn Lang 」の名で端役を演じた。両親が好い印象を持たなかったので、彼女はより多くの仕事を求めロサンゼルスへ転居した。しかし、低予算映画『Together』（1971）でのヌード出演を除き、彼女はなんの役も得る事が出来なかった。失意のまま、彼女は幾ばくかのトップレスモデルとヌードダンサーの仕事を続けるため、ロサンゼルスからサンフランシスコへ向かった。彼女はまたダグというヒッピーと結婚した。（彼女は彼の姓を筆者・研究者のジョン・ヒューブナーに言わなかった。）

## ポルノ映画での経歴
チェンバースは偶然出演者募集の広告を見かけてオーディションに駆けつけ、それがポルノ映画だと気付いた。彼女がシビル・シェパードに似ていたのと、健康的なブロンドの女優が彼らの映画のために必要だったので、ミッチェル兄弟は去ろうとする彼女を引き止めた。（この時点で、彼らは彼女がアイボリー石鹸の箱の「カバーガール」だと気付いていなかった。彼女は、赤ちゃんを抱いてポーズをとっている。一部の都市伝説ではチェンバースは赤ちゃんの方だとされているが、これはこの赤ちゃんがブルック・シールズだという説と同様に、誤りである。）製品のメーカー、プロクター・アンド・ギャンブルは、ポルノ映画女優としての彼女の二重生活を発見すると、直ちに彼女を解雇した。チェンバースは当初、その映画『グリーンドア』への主演を迷い、製作者のミッチェル兄弟（アーティーとジム）に彼らがまさか同意するとは予想せず、25,000ドルのギャラと、収益からの歩合を求めた。映画撮影が終わった後で、彼女は「アイボリー石鹸センセーション」を巻き起こした。これは彼女が「99 and 44/100% pure」な女の子だったと宣伝される結果となった。（「99 and 44/100% pure（99.44%純粋）」はアイボリー石鹸の謳い文句。）
映画の中で、チェンバースは巨大な陰茎を持つアフリカ系アメリカ人の俳優、ジョニー・キーズとセックスをした。彼女は45分にもわたるその撮影の後、失神した。ポルノ業界と観客は、当時はタブーであった、白人女性が黒人とセックスしている光景に衝撃を受けた。（映画の封切後、チェンバースの両親は数年間彼女と話すことを拒否していたが、結局彼女と和解した。）後の、非常に巨大な陰茎の持ち主として有名なジョン・ホームズと共演したポルノ映画の中で、チェンバースは彼を最大に勃起させるため、カメラのまわっていないところで、彼に「卑猥な言葉」を話した。そのうち一般向けの映画界もチェンバースに注目し、彼女は1977年、デヴィッド・クローネンバーグ監督の『ラビッド』の主役の座をつかんだ。しかし、彼女のポルノ映画歴はハリウッド映画界を慎重にさせた。それゆえ、彼女はハリウッド大作映画への移行は出来なかった。
彼女は、ディープ・スロート（男性器を喉奥深くまで挿入する行為）、アナルセックス、レズビアン、異人種間のセックス、過激なぶっかけ、2本あるいは3本の同時挿入、等で有名だった。彼女は現在ではポルノ女優たちによって当たり前に行なわれている、剃毛プレイを行なう初の女性スターのうちの一人である。チェンバースはNaughty AmericaやMILF Hunterのような会社のためにポルノ映画に出演し続け、首尾よくMILFマーケットで成功を収めた。キャリアの後期に、マリリンは少なくともBカップからDカップにする一連の豊胸手術を施している。彼女はまた、性器にピアスをした最初のポルノ女優のうちの一人と伝えられている。
彼女の初婚は『グリーンドア』公開後、終わりを告げた。ポルノプロデューサー・ディレクター・マネージャーのチャック・トレイナー（リンダ・ラブレースの元夫）との二度目の結婚期間（1975年〜1985年）に、チェンバースは一般向けとポルノ映画双方に出演し続けた。その結婚も終わったあと、チェンバースはトラック運転手のトム・テイラーと三度目の結婚をした。その結婚もまた離婚で終わる前の1991年、彼女は娘（マッケナ・マリー・テイラー）を生んでいる。チェンバースは、作家ジョン・ヒューブナーや他のインタビュアーに、過去に彼女がドラッグやアルコール使用障害と戦ったと認めた。
晩年、チェンバースは主に独立系映画に出演していた。彼女は彼らののんびりしたペースが彼女にとって好都合であると述べていた。「演じる際のプレッシャーも少なく、若い必要も細身である必要もありません。」

## 映画
- The Owl and the Pussycat (1970 - credited as Evelyn Lang)
- Together (1971) (credited as Marilyn Briggs)
- Behind the Green Door (1972)
- Resurrection of Eve (1973)
- Inside Marilyn Chambers (1976)
- Rabid (1977)
- プラチナ・パラダイス2　Insatiable (1980)
- Electric Blue - The Movie (1982)
- My Therapist (1982)
- 超能力セックス・ウォーズ/エンジェルH.E.A.T.　Angel of H.E.A.T. (1983)
- Up 'n' Coming (1983)
- Insatiable II (1984)
- Still Insatiable (1999)
- Dark Chambers (2000)
- Edge Play (2000)
- Stash (2007)
- Solitaire (2008)
- Porndogs: The Adventures of Sadie (2009)

## 他の仕事
- チェンバースは1976年のディスコ・シングル『Benihana』で若干のヒットチャートでの成功を収めた。これはMichael Zagerプロデュースによりルーレットレコーズレーベルから発売された。
- 2004年のアメリカの大統領選挙では、チェンバースは、PCP - 個人の選択の自由を主張する政党 - （準リバタリアン党）公認候補者として副大統領に立候補した。彼女は、合計946票を獲得した。

## フィクション化
- 2000年にトレイシー・ハトソンは、ミッチェル・ブラザースの伝記映画『キング・オブ・ポルノ Rated X 』で、マリリンを演じた。（ブラザーズを演じたのは監督を務めたエミリオ・エステベスと、その実の弟チャーリー・シーン）作品はケーブルテレビで公開され、日本ではDVDが発売された。

## 死去
2009年4月12日、57歳の誕生日の10日前にマリリン・チェンバーズはカリフォルニア州サンタクラリタの自身の可動住宅で彼女の娘マッケナにより遺体で発見された。検死官の調査によりチェンバーズが心臓病に起因する脳出血と動脈瘤で死亡した事が判明した。麻薬性鎮痛剤ヒドロコドン（バイコディンなど）と抗うつ薬シタロプラムが彼女の血液中から発見されたが、いずれも致死量ではなかった。

## 受賞歴
- 1985年 XRCO Best Kinky Scene - 『Insatiable II』(ジェイミー・ギリスと共に)[6]
- 1985年 XRCO殿堂[7]
- AVN殿堂[8]
- 1997年 Legends of Erotica[9]